# Base des Forces canadiennes Valcartier
Pour les articles homonymes, voir Valcartier.
La Base de soutien de la 2e Division du Canada Valcartier, aussi appelée Base Valcartier, est une base des Forces canadiennes, située à Saint-Gabriel-de-Valcartier immédiatement au nord-ouest de la ville de Québec dans la région de la Capitale-Nationale de la province de Québec au Canada,. La base occupe un territoire d’environ
12 par 24 kilomètres. Elle fait partie du 2e Division du Canada. Pour 2016-2017, la base employait environ 6 000 militaires et 1 200 civils.

## Situation géographique

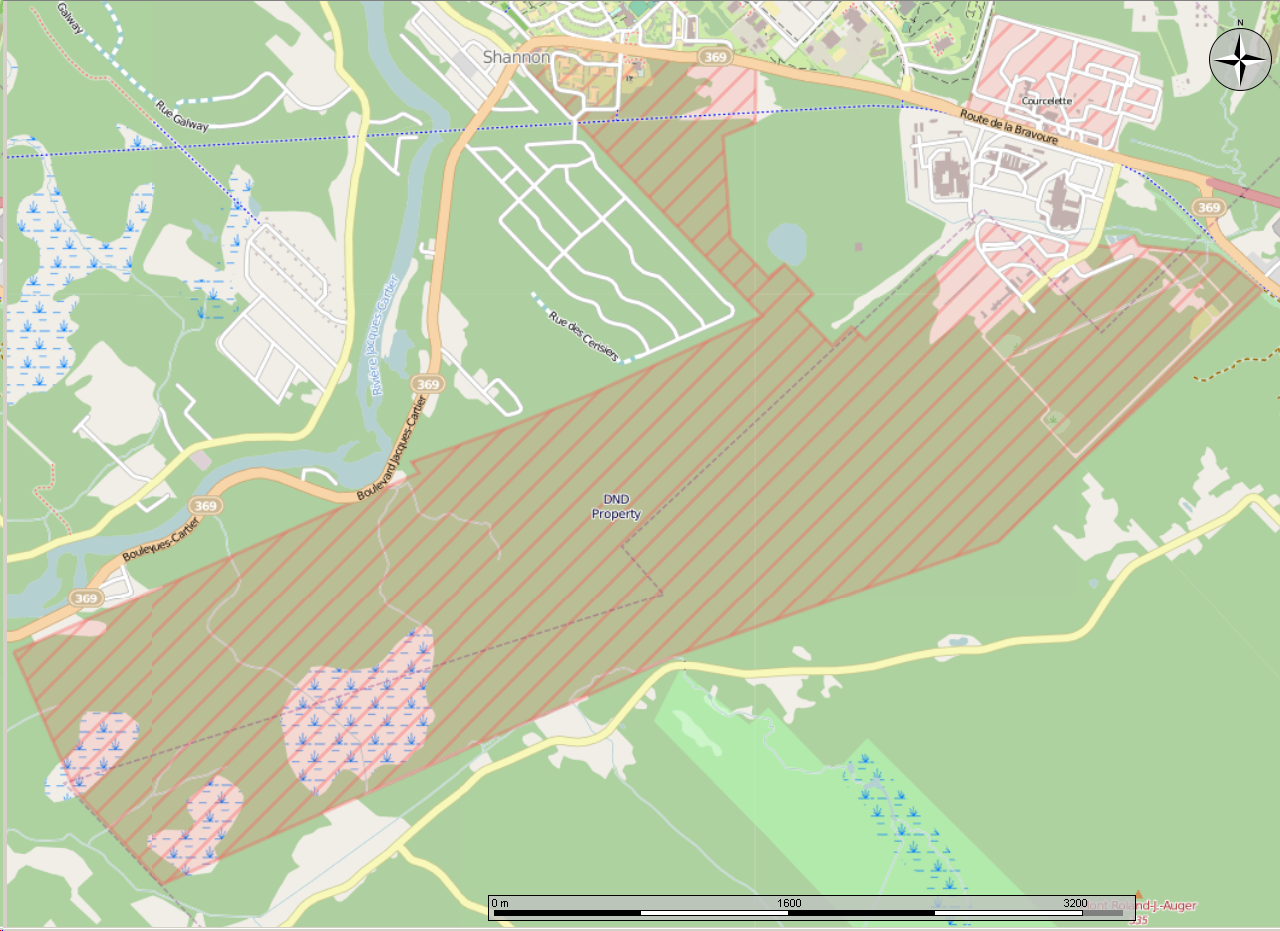
Carte montrant l'étendue de la BFC Valcartier. Au bas, nous voyons le champ de tir et le champ de manœuvre, avec les édifices et le centre de recherche en haut à droite.

La BFC Valcartier est située au sud-ouest de la province de Québec tout juste au nord-ouest de la ville de Québec. Depuis le 11 novembre 2012, la route donnant accès à l'entrée principale de la base se nomme route de la Bravoure en hommage aux soldats.

## Histoire

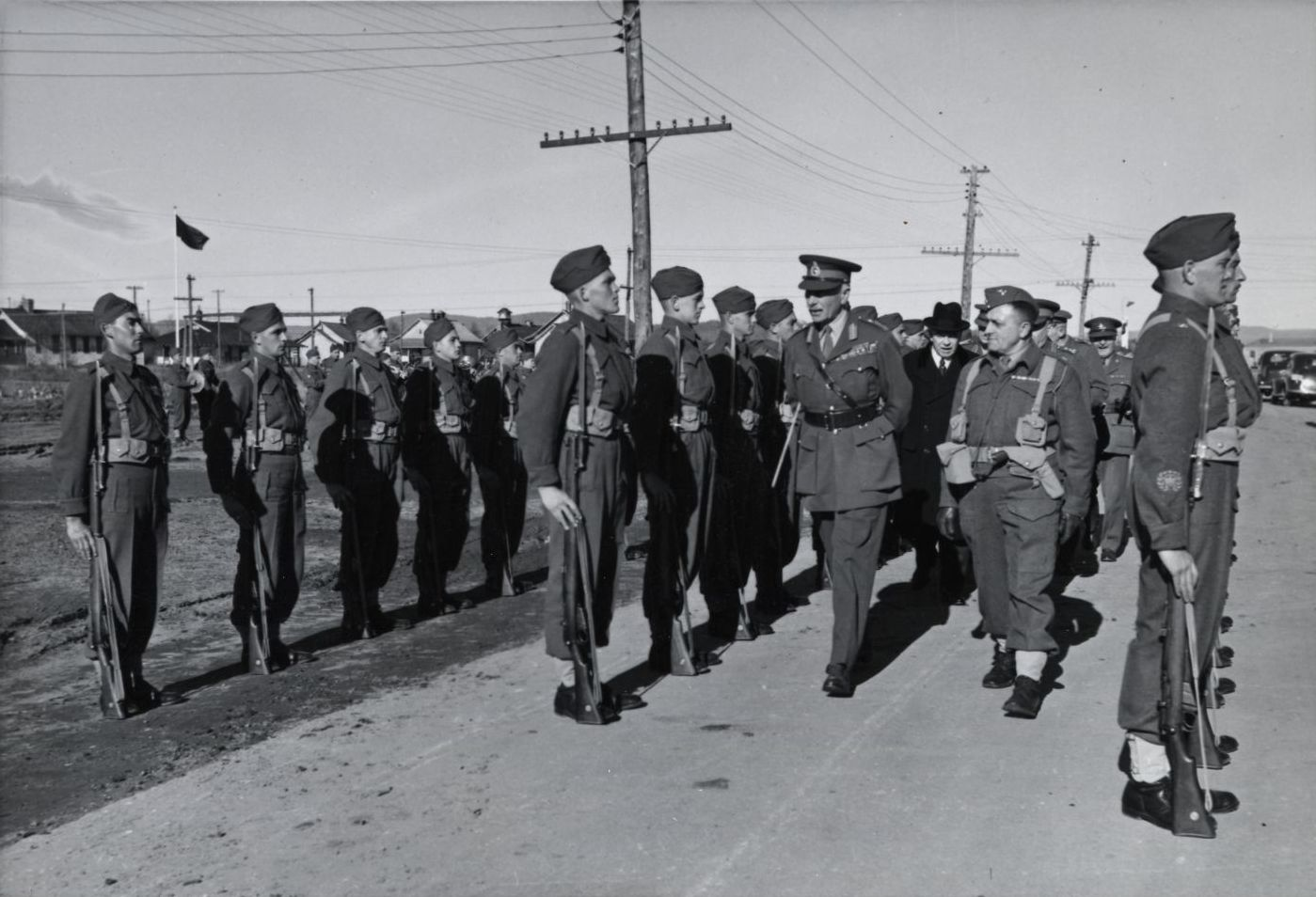
Le gouverneur général du Canada, Sir Alexander Cambridge, comte d'Athlone, et le premier ministre du Canada William Lyon Mackenzie King passant des troupes en revue à la garnison Valcartier en 1940

Le territoire de l'actuelle base fut occupé dès 1647 par la Seigneurie de Saint-Gabriel. C'était alors un domaine privé qui appartenait à Robert Giffard puis aux Jésuites. En 1800, la couronne devient propriétaire du territoire. En 1816, 53 concessions sont achetées sur le territoire et commence l'aventure coloniale surtout avec des colons du Royaume-Uni et sa région. En 1862 les villes de Saint-Gabriel-Est et Saint-Gabriel-Ouest sont fondées,, principalement par des anciens militaires. L'activité économique principale de la région est alors la coupe de bois et on estime que de 1863 à 1865, le bois coupé à Valcartier a permis la construction de plus de 100 navires sur les grands chantiers maritimes,.
La BFC Valcartier fut érigée en camp d'entraînement en août 1914 dans le cadre de la mobilisation de la Force expéditionnaire du Canada au début de la Première Guerre mondiale. Ce site, choisi pour sa proximité du port de Québec, était alors constitué d’un plateau sablonneux entouré de collines rocheuses et boisées, ainsi que de broussailles, de marais et de quelques fermes récemment abandonnées. Les travaux d'aménagement furent rapidement entrepris sous la supervision du ministre Sam Hughes, afin de transformer ce lieu en un camp militaire capable d'accueillir jusqu’à 25 000 hommes, soit cinq fois la capacité initialement prévue pour des camps estivaux de miliciens.
Le 8 août, des équipes de bûcherons furent dépêchées pour défricher la zone centrale des manœuvres, tandis que l’entreprise Bate & McMahon, spécialisée dans les champs de tir, fut appelée à établir un champ comprenant 1 500 cibles, présenté comme le plus grand de l’Empire britannique. Les infrastructures du camp incluaient également un réseau de 8,5 km de tuyaux pour le drainage et l’approvisionnement en eau, des installations électriques, un champ de tir de 4 km, un réseau télégraphique et des voies ferrées pour assurer la liaison avec Québec. Par ailleurs, le traitement de l'eau était confié à un bactériologiste, le Dr George G. Nasmith, pour garantir des standards sanitaires élevés.
Malgré ces efforts, les débuts furent marqués par une certaine désorganisation. Le 17 août 1914, le major Roland Campbell, commandant de l'Ambulance de campagne no   V de la Milice active non permanente (MANP), arriva au camp avec ses hommes, mais aucune ration n’avait été prévue pour les nourrir, et il dut attendre deux jours avant que son unité ne soit convenablement accueillie.
Le camp de Valcartier devint officiellement un camp militaire le 8 septembre 1914 et servit également de camp d’internement pour les « étrangers ennemis », principalement des ressortissants d’Europe de l’Est. Pendant la guerre, le site s'étendit considérablement, passant de 12 428 acres (50,3 km2) grâce à des expropriations dans les paroisses avoisinantes de Saint-Gabriel-de-Valcartier, Saint-Ambroise et Sainte-Catherine-de-Portneuf. En raison de son ampleur et de sa capacité d’hébergement, Valcartier fut temporairement la plus grande base militaire du Canada, abritant jusqu’à 32 000 hommes et 8 000 chevaux. Le camp fut fermé après la guerre, en novembre 1918.

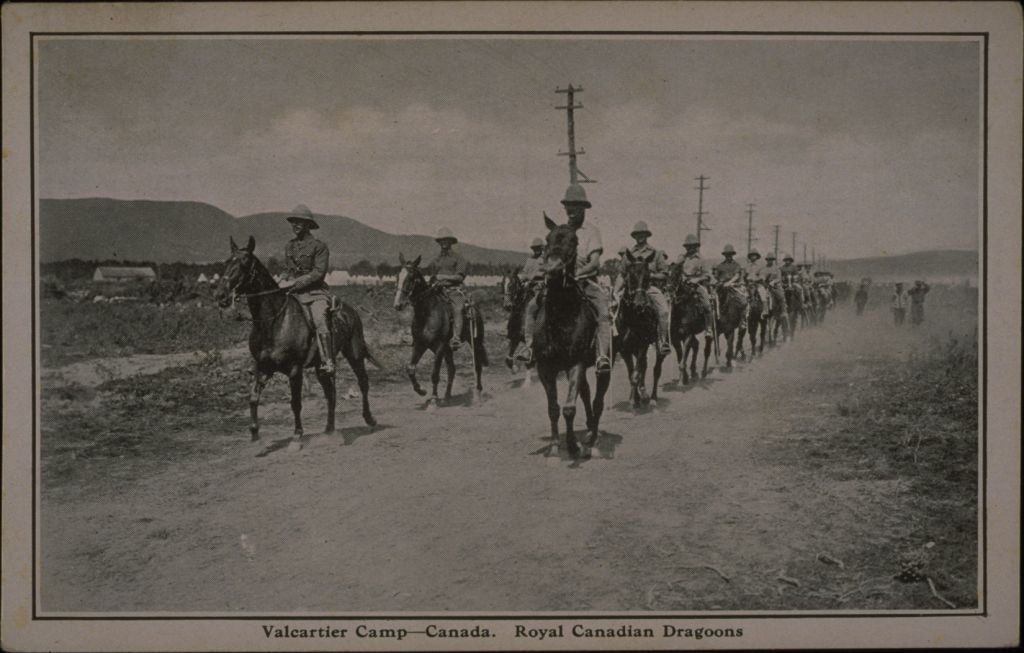
Carte postale, base militaire Valcartier.

En 1930, le camp de Valcartier est ouvert à nouveau afin d'entraîner le Royal 22e Régiment et quelques unités de réserve. C'est à cette époque que les premières infrastructures permanentes ont été construites à l'aide d'un programme de création d'emplois en réaction à la dépression économique.
En 1965, une étude des besoins de la base est effectuée et le gouvernement procède à l'expropriation des terres au nord de la rivière Jacques-Cartier, étendant ainsi les secteurs d'entraînement à 200 km2. En 1968, après l'unification des Forces canadiennes, le titre 5e Groupe-brigade mécanisé du Canada fut assigné à la brigade établie à la BFC Valcartier. Valcartier possède également un bunker, construit lors de la guerre froide, qui était destiné à protéger de nombreuses personnalités. Aujourd'hui, il sert uniquement à l'hébergement général et n'a plus de rôle stratégique.
En 1995, le Premier ministre du Canada Jean Chrétien inaugure à l'entrée de la Base des Forces canadiennes Valcartier une œuvre d'André Gauthier soulignant la Première Guerre mondiale,.

## Contamination de l'eau
En 1997, du trichloréthylène, un ingrédient chimique cancérigène, a été trouvé dans le système d'alimentation en eau potable de Valcartier et du village voisin de Shannon. Le produit a été utilisé sur une période de plusieurs décennies pour dégraisser des pièces de métal. Le ministère de la Défense nationale, accusé d'avoir caché le problème, prit part à un règlement judiciaire avec la ville en 2004, alors que le Regroupement des Citoyens de Shannon débutait un recours collectif contre le ministère,,,.

## Unités
La Base des Forces canadiennes Valcartier abrite la 2e Division du Canada. Cette division est composée : du Groupe de soutien de la 2e Division du Canada et du 5e Groupe-brigade mécanisé du Canada.
Actuellement, les unités de la Base des Forces canadiennes Valcartier sont (certaines unités sont affiliées et ne font pas directement partis de la 2e Division du Canada),:
- 2e Division du Canada
  - Groupe de soutien de la 2e Division du Canada
  - 5e Groupe-brigade mécanisé du Canada.
  - 1er Bataillon, Royal 22e Régiment[24]
  - 2e Bataillon, Royal 22e Régiment[25]
  - 3e Bataillon, Royal 22e Régiment[26]
  - 12e Régiment blindé du Canada[27]
  - 5e Régiment d'artillerie légère du Canada[27]
  - 5e Régiment du génie de combat[28]
  - 5e Bataillon des services du Canada
  - 430e Escadron tactique d'hélicoptères[29]
  - 35e Groupe-brigade du Canada
  - 5e Ambulance de campagne (Canada)
  - 5e Peloton de police militaire[30]
  - Recherche et développement pour la défense Canada - Valcartier[31]
  - 1re Unité dentaire, détachement de Valcartier[32]
  - Quartier général et escadron de transmissions[33]

### Cadets

Les du Canada.

La Base des Forces canadiennes Valcartier héberge  le Centre d'entraînement des cadets de Valcartier,. À compter de 2013, le centre accueille désormais des cadets relevant des trois ordres d'instruction : Mer, Terre et Air. À chaque été, la base accueille plus de 2500 cadets,.

## Équipe de commandement
L'équipe de commandement de la base est la suivante :
- Commandant - Colonel J.L.S. Ménard
- Sergent-major - Adjudant-Chef E. Normand[38]

## 100eanniversaire
Le 16 juin 2014, la Base des Forces canadiennes Valcartier célèbre son 100e anniversaire. À cette occasion, le Gouverneur général du Canada David Johnston communique un message spécial qui parle du rôle important de la base dans l' histoire du Canada et de tous les soldats de la base qui ont servi le Canada dans l'histoire de pays,,.
Le Premier ministre du Canada Stephen Harper a également prononcé quelques mots pour remercier Valcartier et tous ses régiments - passés et présents - pour leurs services au Canada.

## Faits économiques
- Le budget de la Base des Forces canadiennes Valcartier s'élève à 687,4 millions de dollars par an. La base emploie 7 700 personnes (6 200 militaires et 1 500 civils). À ce nombre, nous devons considérer les 9 000 militaires de réserve qui sont liés à la base. Chaque année, le coût en salaire est de 558 millions de dollars. Cette somme représente la moitié des 1,2 milliard de dollars dépensés chaque année par la Défense nationale du Canada au Québec pour les salaires. De plus, la base dépense localement 131 millions de dollars chaque année[43],[44],[45],[3].

## Journal de la Base des Forces canadiennes Valcartier
L'Adsum est un journal mensuel destiné à la Base des Forces canadiennes Valcartier et à la communauté militaire de l'est du Québec. Le journal a été créé en 1972. Il est édité à 4 200 exemplaires. Les lecteurs du journal sont principalement des militaires (actifs et retraités) et des civils travaillant à la Base des Forces canadiennes Valcartier. L’équipe du journal publie également chaque année le « Guide de la communauté militaire - Région du Québec »,.